# Interstate 780
Pour les articles homonymes, voir Route 780.
L'Interstate 780 (I-780) est une autoroute auxiliaire ouest–est de la région de la baie de San Francisco. Elle relie Curtola Parkway / Lemon Street à Vallejo et l'I-680 juste au nord du Pont Benicia–Martinez à Benicia. Elle est parallèle au Détroit de Carquinez sur tout son trajet. À l'origine, ce segment faisait partie de l'I-680 avant que celle-ci ne soit prolongée jusqu'à Fairfield.

## Description du tracé
L'I-780 débute à l'intersection de Lemon Street et de Curtola Parkway à Vallejo. Peu après, elle passe sous l'I-80. L'autoroute passe par des zones non-incorporées du comté de Solano avant de se diriger au sud-est le long du Benicia State Recreation Area. Elle contourne le centre-ville de Benicia par le nord. L'autoroute se termine à la jonction avec l'I-680 au nord du Pont Benicia–Martinez.

## Liste des sorties
Le millage est mesuré sur l'alignement qu'avait l'I-680. Les numéros de sortie suivent toutefois l'ordre conventionnel de l'ouest vers l'est.
| Interstate 780 |              |      |       |        |                                                   |                                                                                       |
| Comté          | Municipalité | mi   | km    | Sortie | Intersections / Destinations                      | Notes                                                                                 |
| Solano         | Vallejo      | 6,75 | 10,86 | —      | Curtola Parkway – Vallejo                         | Continue au-delà de Lemon Street                                                      |
| Solano         | Vallejo      | 6,75 | 10,86 | —      | Lemon Street                                      | Intersection à niveau                                                                 |
| Solano         | Vallejo      | 6,70 | 10,78 | 1      | I-80 – Sacramento, San Francisco                  | Indiqué sortie 1A (ouest) et 1B (est); sortie 30A de l'I-80                           |
| Solano         | Vallejo      | 6,58 | 10,59 | 1C     | Laurel Street                                     | Indication direction ouest                                                            |
| Solano         | Vallejo      | 6,58 | 10,59 | 1C     | Cedar Street                                      | Indication direction est                                                              |
| Solano         | Vallejo      | 5,51 | 8,87  | 1D     | Glen Cove Road                                    |                                                                                       |
| Solano         | Benicia      | 4,28 | 6,89  | 3A     | Columbus Parkway                                  |                                                                                       |
| Solano         | Benicia      | 3,51 | 5,65  | 3B     | Military West                                     |                                                                                       |
| Solano         | Benicia      | 3,32 | 5,34  | 4      | Southampton Road                                  |                                                                                       |
| Solano         | Benicia      | 1,52 | 2,45  | 5      | East Second Street – Centre de Benicia            |                                                                                       |
| Solano         | Benicia      | 1,09 | 1,75  | 6      | East Fifth Street                                 |                                                                                       |
| Solano         | Benicia      | 0,00 | 0,00  | 7      | I-680 – Fairfield, Sacramento, Martinez, San José | Indiqué sortie 7A (nord) et 7B (sud); sortie 58A de l'I-680 nord et 58 de l'I-680 sud |
|                |              |      |       |        |                                                   |                                                                                       |